# Черскан
 Черскан  — деревня в Афанасьевском районе Кировской области в составе Ичетовкинского сельского поселения.

## География
Расположена на расстоянии примерно 9 км на север-северо-восток от райцентра поселка  Афанасьево.

## История
Известна с 1891 года как починок Порубова с 1 двором, в 1926 здесь (уже починок Черкан) хозяйств 9 и жителей 47 (40 «пермяки»), в 1950 (деревня Черскан) 16 и 62, в 1998 проживало 35 человек.  

## Население
Постоянное население составляло 21 человек (русские 100%) в 2002 году, 14 в 2010.